# Haynes Table
Der Haynes Table ist ein 3390 m hoher, schneebedeckter Tafelberg mit einem Plateaudurchmesser von rund 13 km in der antarktischen Ross Dependency. Er ragt südlich des Mount Odishaw in der Hughes Range zwischen dem Keltie-Gletscher und dem Brandau-Gletscher auf. 
Das Advisory Committee on Antarctic Names benannte ihn 1962 nach Benarthur C. Haynes (1909–1954), einem US-amerikanischen Meteorologen des National Weather Service während der Operation Highjump (1946–1947).